# Aspropotamos (Trikala)
Aspropotamos  este un oraș în Grecia în prefectura Trikala.